# NAKO Gesundheitsstudie
Die NAKO Gesundheitsstudie (NAKO) ist Deutschlands größte Kohortenstudie, bei der rund 200.000 Menschen, die zu Beginn der Studie zwischen 20 und 69 Jahren waren, wiederholt zu ihren Lebensumständen und ihrer Krankheitsgeschichte befragt und medizinisch untersucht werden. Die Studie begann im Oktober 2014 und ist für eine Laufzeit von mindestens 20 bis 30 Jahren ausgelegt. Ziel der Studie ist die detaillierte Erforschung von Volkskrankheiten, wie beispielsweise Herz-Kreislauf-Erkrankungen, Krebs, Diabetes mellitus, neurologische und psychiatrische Erkrankungen, Infektionskrankheiten, respiratorische Erkrankungen, Krankheiten des Bewegungsapparates.
Die Studie untersucht die Entstehung und Häufigkeit von Krankheiten inklusive der Risikofaktoren, die diese Entstehung begünstigen. Darüber hinaus soll ermittelt werden, welche Rolle Gene und Umwelteinflüsse, denen der Mensch ausgesetzt ist, sowie sein Lebensstil und soziale Faktoren spielen. Auf der Basis der Ergebnisse der Studie sollen Maßnahmen und Strategien zu einer verbesserten Vorbeugung, Früherkennung und Behandlung von Krankheiten entwickelt werden.

## Namensgebung
Der ursprüngliche Name „Nationale Kohorte“ hat einen wissenschaftlichen Hintergrund. In der Epidemiologie – in dieser Wissenschaft werden Verbreitung, Ursachen und Folgen gesundheitsbezogener Zustände und Ereignisse in der Bevölkerung erforscht – ist eine Kohorte eine Gruppe von Menschen, die über einen längeren Zeitraum beobachtet wird (Kohortenstudie). Der Begriff „National“ signalisiert den bundesweiten Ansatz des Projektes, denn die Studie wird an 18 Standorten in Deutschland durchgeführt. Zudem ist sie als deutscher Beitrag zur internationalen Gesundheitsforschung zu verstehen. Trotz dieses wissenschaftlichen Hintergrundes wurde der Studienname in der Öffentlichkeit häufig nicht verstanden oder negativ wahrgenommen. Zum Beispiel wurde der Studie ein militärischer oder gar rechtsradikaler Hintergrund unterstellt. Deshalb haben sich die verantwortlichen Wissenschaftler des Projektes im Frühjahr 2016 darauf verständigt, die Studie umzubenennen. Der neue Name lautet: NAKO Gesundheitsstudie oder kurz NAKO. Er soll besser transportieren, worum es bei der Studie geht, nämlich um eine verbesserte Gesundheitssituation in ganz Deutschland.

## Trägerschaft und Finanzierung
Die Vorarbeiten zur NAKO Gesundheitsstudie laufen seit 2009. Ihr wissenschaftliches Konzept wurde im Februar 2011 beim Bundesministerium für Bildung und Forschung (BMBF) zur Begutachtung eingereicht. Die Begutachtung durch ein internationales Gremium erfolgte im April 2011. Alle wesentlichen Eckpunkte der Studie wurden von den Gutachtern positiv bewertet. Die Gemeinsame Wissenschaftskonferenz (GWK) beschloss in ihrer Sitzung am 29. Juni 2012 den Aufbau der NAKO.
Die Studie ist ein gemeinsames interdisziplinäres Vorhaben von Wissenschaftlern aus der Helmholtz-Gemeinschaft, den Universitäten und der Leibniz-Gemeinschaft in Deutschland. Insgesamt 25 Forschungseinrichtungen sind bundesweit beteiligt. Das Fördervolumen für die ersten zehn Jahre beträgt 210 Mio. Euro und wird aus öffentlichen Mitteln des BMBF, der Länder und der Helmholtz-Gemeinschaft finanziert. Die Mitgliedsinstitutionen tragen mit Eigenbeteiligungen zur Finanzierung bei. Im September 2013 wurde der Trägerverein NAKO e.V. gegründet, der die Studie durchführt. Die Geschäftsstelle des Vereins hat ihren Sitz in Heidelberg.

## Studienablauf
Die Studie wird bundesweit in 18 Studienzentren durchgeführt. In jeder Studienregion wurden 10.000 Bürger von den regionalen Einwohnermeldeämtern zufällig ausgewählt (in Neubrandenburg und Augsburg jeweils 20.000 Einwohner) und von den Studienzentren eingeladen. Nach umfangreicher Aufklärung im Studienzentrum, auch zur vorgesehenen Abfrage von Gesundheits- und Sozialdaten bei Ärzten, Krankenversicherungen, Ämtern und anderen Dateneignern, und der schriftlichen Einwilligung der Studienteilnehmenden wird ein Untersuchungstermin vereinbart.
Von 2014 bis 2018 fand die Basisuntersuchung mit insgesamt 205.000 Teilnehmenden statt. An der Zweituntersuchung im Zeitraum 2018 bis 2024 haben rund 135.000 Personen teilgenommen. Es gab in der ersten und zweiten Untersuchungsphase zwei Untersuchungslevel. Level 1 dauerte drei bis vier Stunden und wurde mit jedem Studienteilnehmenden durchgeführt. Das etwas umfangreichere Level-2-Programm dauerte etwa fünf Stunden und wurde von 20 % der Studienteilnehmenden, insgesamt also bei 40.000 Menschen absolviert. Gemeinsam mit dem Team im Studienzentrum entschieden die Teilnehmenden, an welchem Programm sie teilnehmen möchten. Seit Mai 2024 laden die Studienzentren die NAKO Teilnehmenden zur Drittuntersuchung ein. Alle Teilnehmenden erhalten das gleiche Untersuchungsprogramm, das etwa vier Stunden dauert.

### Untersuchungsprogramm Level 1
- Befragungen zur Lebensweise, zu Vorerkrankungen und sonstigen gesundheitlichen Faktoren sowie zur Medikamenteneinnahme
- Aufmerksamkeits-, Konzentrations- und Gedächtnistests
- Messung von Körpergröße und Körpergewicht, Taillenumfang und Körperzusammensetzung
- Messung der Handgreifkraft
- Messung von Blutdruck und Herzfrequenz sowie von Funktionsparametern zu Herz-Kreislauf-Erkrankungen
- Messung der Lungenfunktion (Spirometrie)
- Erfassung des Zahnstatus

### Untersuchungsprogramm Level 2
- Befragungen zur Lebensweise, zu Vorerkrankungen und sonstigen gesundheitlichen Faktoren sowie zur Medikamenteneinnahme
- Aufmerksamkeits-, Konzentrations- und Gedächtnistests
- Messung von Körpergröße und Körpergewicht, Taillenumfang, Körperzusammensetzung und Ultraschalluntersuchung des Bauchfetts
- Messung der Handgreifkraft und der körperlichen Aktivität
- Messung des Zuckerstoffwechsels (Blutzucker-Belastungstest) und der verzuckerten (glykosylierten) Endprodukte in der Haut
- Messung von Blutdruck und Herzfrequenz sowie von Funktionsparametern zu Herz-Kreislauf-Erkrankungen, 3-D-Echokardiographie, Ruhe-EKG, Langzeit-EKG und Bestimmung von Schlafcharakteristika
- Analyse der Ausatemluft und Messung der Lungenfunktion
- Erfassung des Zahnstatus und zahnmedizinische Untersuchung
- Untersuchung des Muskel-Skelettsystems (Hände, Knie, Hüfte auf Beweglichkeit)
- Untersuchungen zur Augengesundheit, Hörtest, Riechtest

### Magnetresonanztomographie
In fünf Studienzentren (Augsburg, Essen, Berlin-Nord/MDC, Greifswald und Mannheim) wird bei einem Teil der Teilnehmenden zusätzlich eine Magnetresonanztomographie durchgeführt.

### Regelmäßige Abfragen
Alle zwei bis drei Jahre erhalten die Teilnehmenden einen Gesundheitsfragebogen, um ein Update zu ihrer Gesundheit und ihrer Lebenssituation zu geben. Die im Laufe der Nachbeobachtung über 20 bis 30 Jahre bei einigen Teilnehmern auftretenden Erkrankungen können mit den zuvor erhobenen Daten in Verbindung gebracht werden, sodass Risiko- aber auch Schutzfaktoren identifiziert werden können.

### Nachuntersuchung
Nach vier bis fünf Jahren werden alle Studienteilnehmenden erneut eingeladen und untersucht.

### Teilnahme
Die Teilnahme an der NAKO Gesundheitsstudie basiert auf der freiwilligen, informierten Einwilligung entsprechend der Anforderungen des § 4a Bundesdatenschutzgesetz (BDSG) und Nr. 25 und 26 der Deklaration von Helsinki. Zur Studienteilnahme eingeladene Personen erhalten vorab eine schriftliche Teilnehmerinformation, in der sie über die Studie, die geplanten Untersuchungen, Vor- und Nachteile ihrer Studienteilnahme und Fragen zum Datenschutz informiert werden. Im Studienzentrum erfolgt eine detaillierte Aufklärung durch einen Mitarbeiter. Ein Studienteilnehmer bzw. sein gesetzlicher Vertreter kann die erteilten Einwilligungen jederzeit und ohne Angabe von Gründen schriftlich gegenüber dem für ihn zuständigen Studienzentrum widerrufen. Er kann dabei jede Einwilligung einzeln oder alle zusammen (vollständiger Widerruf) widerrufen.

## Wissenschaftliche Besonderheiten
In Deutschland und auch in Europa gibt es zahlreiche andere Bevölkerungsstudien. Die NAKO Gesundheitsstudie ist allerdings aufgrund ihrer Größenordnung und spezifischer Merkmale zurzeit einmalig.
- Die NAKO Gesundheitsstudie hat mit 200.000 Bürgern eine sehr große Teilnehmerzahl.
- Standardisierte medizinische Untersuchungen: d. h. in allen Studienzentren erfolgen die medizinischen Tests und Befragungen nach identischen Ablaufplänen, den sogenannten Standard Operating Procedure – kurz SOP. So wird gewährleistet, dass die erhobenen Daten miteinander vergleichbar sind.
- Die Teilnehmenden decken eine breite Alterspanne ab. Auch jüngere Altersklassen ab 20 Jahren sind an der Studie beteiligt.
- Die Studienteilnehmenden werden regelmäßig untersucht und nachbefragt. Inzwischen haben eine Basis- und eine Zweituntersuchung sowie zwei postalische Gesundheitsbefragungen (Gesundheits-Follow-ups) stattgefunden.
- In fünf Studienzentren wird bei 30.000 Studienteilnehmenden das bildgebende Verfahren der Magnetresonanztomografie (MRT) durchgeführt.
- Die Auswahl der Untersuchungen orientiert sich am Aufbau anderer europäischer Studien, um die Daten grundsätzlich vergleichbar zu machen.
- Im Lauf der Studie werden insgesamt etwa 28 Mio. Bioproben gesammelt und gelagert und stehen für die wissenschaftliche Forschung zur Verfügung.

## Datenschutz und Ethik
Die NAKO Gesundheitsstudie wird auf Basis der deutschen Datenschutzgesetze, Empfehlungen des Deutschen Ethikrats zu Humanbiobanken und anderen ethisch relevanten Richtlinien sowie weiterer Vorschriften durchgeführt. Das datenschutzrechtliche Konzept der Studie wurde in enger Abstimmung mit der Bundesbeauftragten für den Datenschutz und die Informationsfreiheit (BfDI) und auf Grundlage der Empfehlungen des Deutschen Ethikrats zu Biomaterialien entwickelt. Die Studie wird während der gesamten Laufzeit von einem externen Ethikbeirat begleitet. Auch die Bundesdatenschutzbeauftragte wird das Großprojekt kontinuierlich begleiten.
Alle Dokumente zu Datenschutz und Ethik sind auf der Homepage des Vereins einsehbar. In der Öffentlichkeit wurde teilweise kritisiert, dass die NAKO begonnen wurde, ohne dass ein entsprechendes Datenschutzkonzept fertiggestellt worden sei. Die NAKO verweist in diesem Zusammenhang auf ein positives Votum der BfDI für das Datenschutzkonzept, das seit März 2014 vorliegt. Auf dieser Grundlage konnte mit der Einladung der Studienteilnehmenden im Jahr 2014 begonnen werden.
Aufgrund der Dimension des Forschungsprojektes stellt die Festschreibung des Datenschutzkonzeptes jedoch eine Herausforderung für alle Beteiligten dar. Aufgrund des Studiendesigns müssen teilweise neue Prozesse definiert, unter datenschutzrechtlichen Aspekten geprüft und implementiert werden. Dies erfordert Diskussionen und Abwägungen aller Interessen sowie Sorgfalt bei der Umsetzung und Implementierung. Die BfDI hat der NAKO Gesundheitsstudie die ständige Begleitung des Projektes zugesichert, sodass auf gesetzliche Änderungen, adaptierte Richtlinien und Neuerungen umgehend reagiert werden kann.

## Relevanz sozialer und psychosozialer Einflüsse auf die Gesundheit der Bevölkerung
Zur NAKO Gesundheitsstudie wurde im Juni 2012 eine Kleine Anfrage der Fraktion Bündnis 90/Die Grünen gestellt. Die gesundheitspolitische Sprecherin der Grünen-Fraktion im Deutschen Bundestag, Birgitt Bender, kritisierte die Studie dafür, dass sie eine „einseitig biomedizinisch-naturwissenschaftliche Studienausrichtung“ aufweise, und dass ein Großteil der Fördergelder „bereits fest für die Anschaffung und Nutzung medizinischer Großgeräte“ reserviert sei; das werde dem Stand der sozialmedizinischen Forschung nicht gerecht. In seiner Antwort geht das Bundesministerium für Bildung und Forschung davon aus, dass so „eine belastbare klinische Datenbasis zur Gesundheitssituation in der Bevölkerung“ gewonnen werde. Die NAKO Gesundheitsstudie betone die große Bedeutung, die gerade der Untersuchung sozialer Determinanten in bevölkerungsbezogenen epidemiologischen Studien unter medizinsoziologischen und gesundheitswissenschaftlichen Aspekten zukomme, und habe es sich daher zum Ziel gesetzt, neben biomedizinischen Faktoren auch die Erfassung von sozialen Determinanten der Gesundheit in den Fokus zu stellen. Die Fragebögen der Studie spiegelten diesen Schwerpunkt wider. Die jeweiligen Lebensumstände (Familie, Arbeit, Wohnverhältnisse, Umweltbelastungen) ebenso wie psychosoziale Faktoren (sozialer Rückhalt, Stress etc.) und zentrale demografische und sozioökonomische Variablen, also z. B. Bildung und Elternhaus, würden abgefragt. Aufgrund der Größe der Studie biete sich so die Gelegenheit, die Gesundheit vieler gesellschaftlicher Gruppen genau zu beschreiben. Die Kopplung von Sozial- und Gesundheitsforschung stelle eine wichtige Hilfe dar, um gesundheitlich besonders gefährdete Personengruppen zu identifizieren und die gezielte Verbesserung von Präventionsmaßnahmen und Versorgungsschwerpunkten im Sinne einer modernen Public-Health-Forschung und -Praxis voranzutreiben.